# عبيد الله بن عبد الله بن عمر بن الخطاب
عبيد الله بن عبد الله بن عمر ابن الخطاب بن نفيل القرشي، تابعي، وأحد رواة الحديث النبوي، يُكنى بأبي بكر.

## حياته
قال خالد بن أبي بكر: «كان عبيد الله بن عبد الله يكنى أبا بكر»، وقال محمد بن عمر: «كان عبيد الله بن عبد الله أسنّ من عبد الله بن عبد الله فيما يذكرون». وأمّه أمّ ولد وهي أمّ سالمِ بن عبد الله.
وقال خالد بن أبي بكر في وصفه: «رأيتُ على عُبيد الله بن عبد الله قلنسوة بيضاء ورأيتُ عليه عمامة يسدل خلفه منها أكثر من شبر»، وروى عيسى بن حفص قال: «رأيتُ على عبيد الله بن عبد الله بن عمر ثوبين معصفَرين يروح فيهما بعد العصر يشهد فيهما العشاء».
قال خالد بن أبي بكر قال: «رأيتُ سالمًا شهد عبيد الله بن عبد الله بن عمر، وعلى قبر عبيد الله فسطاط ورُشّ على قبره الماء».
وَلَدَ عبيدُ الله: أبا بكر، وعُمَر، وعبدَ الله، ومحمدًا، وأمّ عمر؛ وأمّهم عائشة بنت عبد الرحمن بن أبي بكر الصديق، والقاسمَ بن عبيد الله، وأبا عُبيدة، وعثمانَ، وأبا سلمة، وزيدًا، وعبدَ الرحمن، وحمزةَ، وجعفرًا، وهما توأم، وقريبةَ، وأسماءَ؛ وأمّهم أمّ عبد الله بنت القاسم بن محمد بن أبي بكر الصديّق، وإسماعيل لأمّ ولد.

## روايته للحديث النبوي
- روى عَن: أَبِيه عبد الله بن عمر فِي الصَّلَاة وَالْحج والبيوع.
- روى عَنهُ: الْوَلِيد بن كثير وَالزهْرِيّ وَمُحَمّد بن إِسْحَاق وَمحمد بن جعفر بن الزبير، وجعفر بن إياس.

## ثناء العلماء عليه
- قال أبو زرعة الرازي: ثقة.
- قال أحمد بن شعيب النسائي: ثقة.
- قال أحمد بن صالح الجيلي: ثقة.
- قال ابن حجر العسقلاني: ثقة.
- قال محمد بن سعد كاتب الواقدي: ثقة قليل الحديث.